# Воронино (Устюженский район)
Воронино — деревня в Устюженском районе Вологодской области.
Входит в состав Устюженского сельского поселения, с точки зрения административно-территориального деления — в Устюженский сельсовет.
Расположена на левом берегу реки Ворожа. Расстояние по автодороге до районного центра Устюжны — 3 км. Ближайшие населённые пункты — Устюжна, Аристово, Михайловское, Романьково, Чесавино.
По переписи 2002 года население — 42 человека (24 мужчины, 18 женщин). Преобладающая национальность — русские (93 %).